# Clefs-Val d’Anjou
Clefs-Val d’Anjou korábbi község Franciaország Loire mente régiójában, Maine-et-Loire megyében. Lakosainak száma 1320 fő (2013. január 1.). Clefs-Val d’Anjou Savigné-sous-le-Lude, Thorée-les-Pins, Fougeré, Genneteil, Lasse, Saint-Quentin-lès-Beaurepaire, La Flèche és Baugé-en-Anjou községekkel határos.
2016. január 1-jén nyolc másik korábbi községgel egyesült és Baugé-en-Anjou új község része lett.

## Népesség
A település népességének változása:

| 2013 | 1 320 |